# Daniel Weinreb
Daniel L. Weinreb (6 de enero de 1959 - 7 de septiembre de 2012) fue un científico informático y programador, con un importante trabajo en el entorno Lisp.

## Biografía
Weinreb nació el 6 de enero de 1959 en Brooklyn, Nueva York, y se crio allí por sus padres, Herbert y Phyllis Weinreb. Tuvo dos hermanos, Bill y David.
Weinreb se casó con Cheryl Moreau en 1986 y tuvieron un hijo de nombre Adam, en 1991.
En 2006, se unió a ITA Software, trabajando en un sistema de reserva de vuelos. En 2009 Daniel Weinreb dio un Google Tech Talk sobre el uso de Common Lisp como uno de los idiomas de aplicación del sistema de reservas.
En 2009, él fue el presidente de la Conferencia Internacional Lisp 2009 en Cambridge / MA.
Dan Weinreb murió el 7 de septiembre de 2012, después de un año batallando con el cáncer.

## Publicaciones
- Alan Bawden, Richard Greenblatt, Jack Holloway, Thomas Knight, David Moon and Daniel Weinreb, "Lisp Machine Progress Report" (enlace roto disponible en Internet Archive; véase el historial, la primera versión y la última)., MIT Artificial Intelligence Laboratory, Cambridge, Massachusetts, August, 1977
- Daniel L. Weinreb, A Real-Time Display-oriented Editor for the LISP Machine, Undergraduate Thesis, MIT EECS Department, January 1979
- Daniel L. Weinreb and Dave Moon, Lisp Machine Manual. MIT AI Lab, January 1979
- Daniel Weinreb and David Moon, "Flavors: Message Passing in the Lisp Machine" (enlace roto disponible en Internet Archive; véase el historial, la primera versión y la última)., 1980
- Daniel Weinreb and David Moon. "Lisp Machine Manual", Third Edition. MIT Artificial Intelligence Laboratory, Cambridge, Massachusetts, March 1981, 471 pages.
- Weinreb, Daniel; Moon, David A., Introduction to Using the Window System, MIT Artificial Intelligence Laboratory Working Papers, WP-210
- Richard Stallman, Daniel Weinreb, and David Moon. "Lisp Machine Window System Manual." Edition 1.1, System Version 95, MIT Artificial Intelligence Laboratory, Cambridge, Massachusetts, August 1983, 261 pages
- Steele,Guy L. Jr., Fahlman,S.E., Gabriel,R.P., Moon, D. A., Weinreb, D. L., Common Lisp: The Language, Digital Press, Burlington, Massachusetts, 1984.
- Symbolic language data processing system, Weinreb, Daniel L., Holloway, John T., Moon, David A., Cannon, Howard I., Knight, Thomas F. Edwards, Bruce E., European Patent Application EP0113460
- Richard D. Greenblatt, Thomas F. Knight and Daniel L. Weinreb, "The LISP Machine" in "Interactive Programming Environments" by David R. Barstow, Howard E. Shrobe and Erik Sandewall (editors)
- D Weinreb, N Feinberg, D Gerson, C Lamb, An object-oriented database system to support an integrated programming environment, Data Engineering Bulletin, 1988
- Charles Lamb, Gordon Landis, Jack Orenstein, Daniel Weinreb, "The ObjectStore Database System" (enlace roto disponible en Internet Archive; véase el historial, la primera versión y la última)., Communications of the ACM, October 1991, Vol. 34, No. 10
- Daniel L. Weinreb and Sam J. Haradhvala, "Method and apparatus for virtual memory mapping and transaction management in an object-oriented database system", U.S. Patent #5649139 (enlace roto disponible en Internet Archive; véase el historial, la primera versión y la última).
- Daniel Weinreb, Neil Feinberg, Dan Gerson, Charles Lamb, "An object-oriented database system to support an integrated programming environment." In: Gupta, R.; Horowitz, E. (Hrsg.): Object-Oriented Databases with Applications to CASE, Networks, and VLSI Design. Series in Data and Knowledge Base Systems. Prentice Hall, Englewood Cliffs, NJ, S. 117–129. Prentice Hall, 1991.